# Arthur Vere Harvey, Baron Harvey of Prestbury
Arthur Vere Harvey, Baron Harvey of Prestbury Kt CBE (* 31. Januar 1906; † 5. April 1994 in St. Martin’s Port, Guernsey) war ein britischer Wirtschaftsmanager, Luftwaffenoffizier und Politiker der Conservative Party, der annähernd 26 Jahre lang Abgeordneter des House of Commons sowie seit 1971 als Life Peer Mitglied des House of Lords war und somit fast fünfzig Jahre lang dem britischen Parlament angehörte.

## Leben

### Luftwaffenoffizier und Unterhausabgeordneter
Nach dem Besuch des Framlingham College in Suffolk trat Harvey 1925 in die Royal Air Force ein und leistete dort bis 1930 seinen Militärdienst. Nachdem er von 1930 bis 1935 sowohl Direktor der Far East Aviation Company Ltd als auch der Far East Flying Training School Ltd in Hongkong sowie zwischen 1932 und 1935 im Ehrenrang eines Generalmajors Berater der chinesischen Luftstreitkräfte in Südchina war, wurde er im Rang eines Squadron Leader 1937 Führer einer Staffel der Royal Auxiliary Air Force (RAAF). Nach Beginn des Zweiten Weltkriegs wurde er Kommodore der von ihm 1937 gegründeten No. 615 Squadron der RAF und kommandierte dieses unter anderem bei Gefechtseinsätzen in Frankreich. Während dieser Zeit wurde er 1942 zum Group Captain befördert und zugleich als Commander des Order of the British Empire ausgezeichnet, ehe 1944 seine Beförderung zum Air Commodore erfolgte.
Bei den ersten Unterhauswahlen nach dem Zweiten Weltkrieg am 5. Juli 1945 wurde Harvey als Kandidat der konservativen Tories erstmals als Abgeordneter in das House of Commons gewählt und vertrat in diesem bis zum 30. April 1971 fast 26 Jahre den Wahlkreis Macclesfield.

### Wirtschaftsmanager und Oberhausmitglied
Neben seiner Abgeordnetentätigkeit war er außerdem in verschiedenen Unternehmen der Privatwirtschaft tätig wie zum Beispiel zwischen 1951 und 1957 als stellvertretender Vorstandsvorsitzender der Handley Page Aircraft Company sowie anschließend von 1957 bis 1974 Vorstandsvorsitzender von Ciba-Geigy in Großbritannien.
Zuletzt war Harvey, der 1957 zum Knight Bachelor geschlagen wurde und seither das Prädikat „Sir“ führte, zwischen 1966 und 1970 Vorsitzender des sogenannten 1922 Committee, der parlamentarischen Vereinigung der Hinterbänkler der Conservative Party.
Unmittelbar nach seinem Ausscheiden aus Unterhaus wurde Harvey am 1. Mai 1971 als Baron Harvey of Prestbury, of Prestbury in the County Palatine of Chester, zum Life Peer erhoben und wurde dadurch Mitglied des House of Lords. Bei seinem Tod im April 1994 gehörte er damit fast fünfzig Jahre dem britischen Parlament an.